# 陣原地区
陣原（じんのはる）とは福岡県北九州市八幡西区の地名。折尾と穴生との中間に位置する地域である。

## 地理
狭義の意味では町名としての陣原（1-5丁目）を指し、一般的には陣原のほか、瀬板（1-2丁目）を含めた地域を意味する。かつて日本国有鉄道の貨物駅であった「東折尾駅」が区域内に設置されるなど東折尾という別称でも知られる。区域の大半が北九州市立折尾中学校の校区であり、行政の管轄も折尾側に組み込まれ、折尾の東端というイメージもあるが、歴史的にみると遠賀郡穴生村の一角から分かれた陣原村であった（その後陣原村は1889年合併により洞南村→名称変更により折尾村）ことから、基本的には折尾よりもむしろ穴生の一部と言える地域であり、ほぼ全域が北九州市立穴生小学校の校区でもある。

## 地域の特徴
狭義の陣原地区は概ね平坦な地形で、商店、工場及び倉庫などが立地する下町的な雰囲気の町であるのに対し、瀬板地区は折尾（則松地区）との境界をなす丘陵部に位置し、坂道の多い典型的な閑静な住宅街である。かつては西鉄北九州線が地域内を走り、住民の貴重な足となっていたが、現在では東折尾駅の跡地にJR九州陣原駅が開業して陣原及び隣接する穴生地区の住民に利用されるなど、利便性の高い地域となっている。

## 交通
- JR九州陣原駅
- 西鉄バス（陣原駅前をはじめ、地域内に数ヶ所あり）
- 国道3号黒崎バイパス陣原ランプ

## 教育施設
区域内に義務教育の施設はなく、隣接する穴生及び折尾側に立地する小中学校の校区となっている。

## 公共施設
- 北九州市陣原市民センター
- 瀬板の森公園（大半が区域内に属する）